# Dolní Žďár
Obec Dolní Žďár (německy Nieder Mühl) se nachází v okrese Jindřichův Hradec v Jihočeském kraji. Leží v údolí řeky Nežárky 5 km jižně od Jindřichova Hradce. Žije zde 157 obyvatel.

## Historie
První písemná zmínka o obci Dolní Žďár pochází z roku 1211, kde se jednalo o spor mezi bratry Oldřichem a Janem z Hradce o dědictví po strýci Heřmanovi. Spor rozsoudil Jindřich z Hradce, mistr zákona svatého Jana Jeruzalémského v Čechách a na Moravě, jakožto nejvyšší rozhodčí, a s ním Jan Kočka z Miloněvic a Jan z Moravice, hradecký purkrabí. V tomto sporu Dolní Žďár získal Oldřich. První zmínka o Horní Lhotě je z roku 1340. V roce 1869 se stala Horní Lhota, dříve zvaná též Ovesná, osadou obce Dolní Žďár.
Obyvatel v Dolním Žďáře v roce 1929 bylo 232 v 38 domech. V Horní Lhotě bylo v roce 1929 159 obyvatel ve 29 domech, zatímco v roce 1970 pouhých 70 obyvatel ve 26 domech. V roce 1945 se totiž obě obce, tak jako většina příhraničních obcí, které dříve byly v pásmu tzv. „Sudet“, začaly měnit. Po odsunu obyvatel německé národnosti začalo osídlování českými obyvateli.

## Správní začlenění obce
Obec Dolní Žďár byla do roku 1990 částí obce Lásenice a v témže roce se osamostatnila. Od roku 2003 spadá jako samostatná obec pod pověřený Městský úřad v Jindřichově Hradci, v samosprávném Jihočeském kraji.

## Části obce
Obec Dolní Žďár se skládá ze dvou částí na dvou katastrálních územích.
- Dolní Žďár (k. ú. Dolní Žďár u Lásenice)
- Horní Lhota (k. ú. Horní Lhota u Lásenice)

## Pamětihodnosti
- Kaple svaté Terezie z Avily

## Galerie

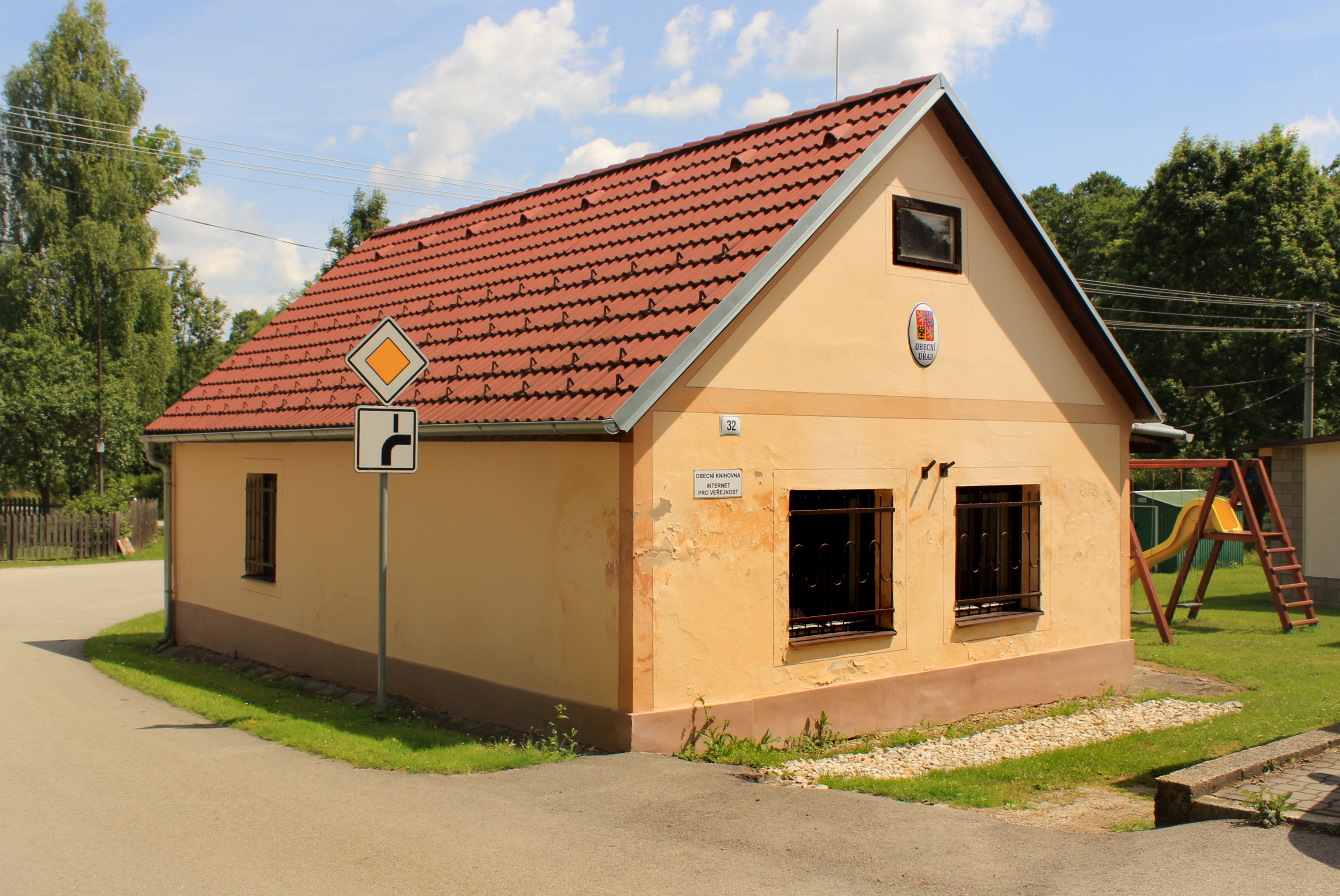
Obecní úřad
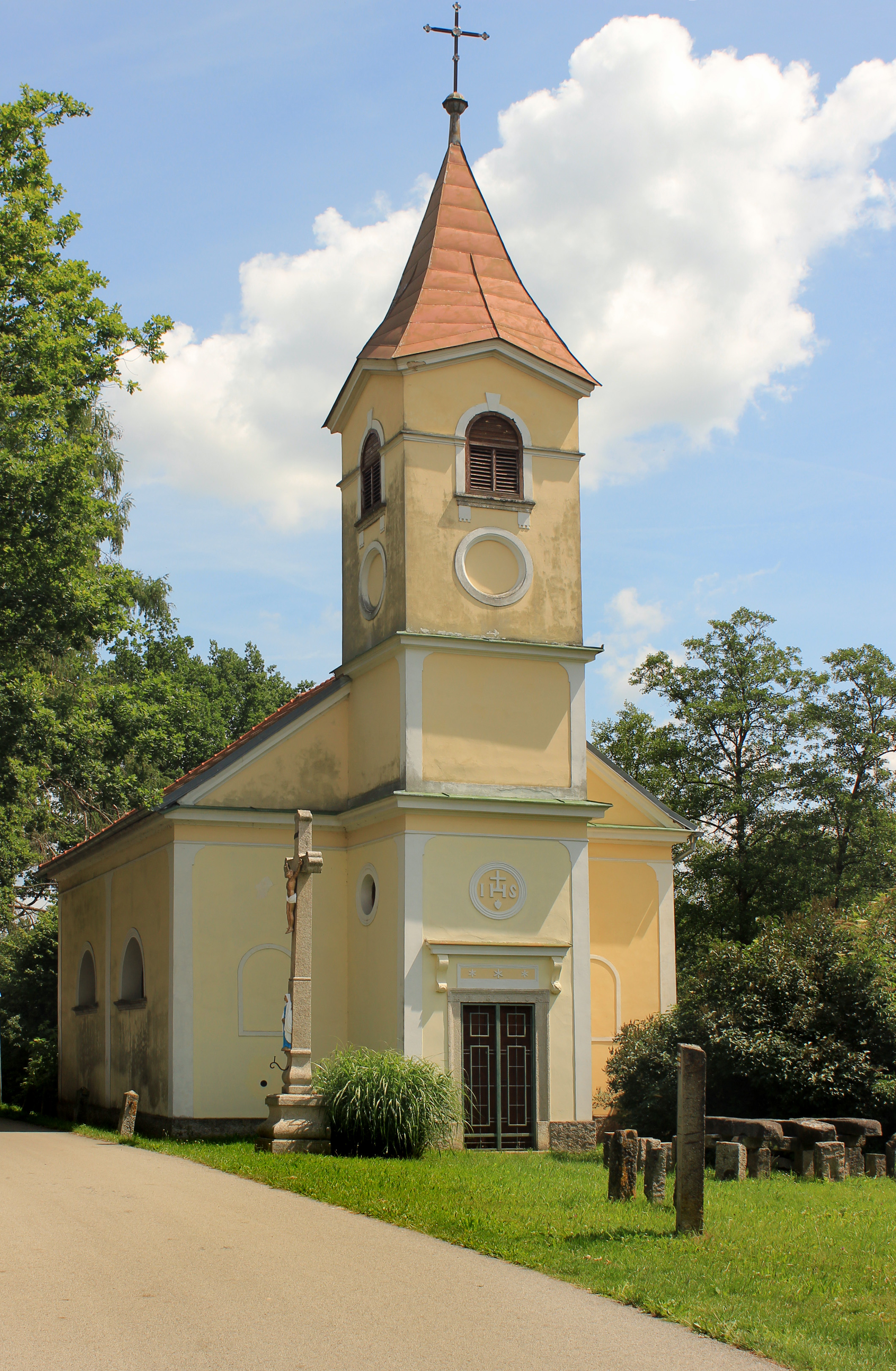
Kaple sv. Terezie
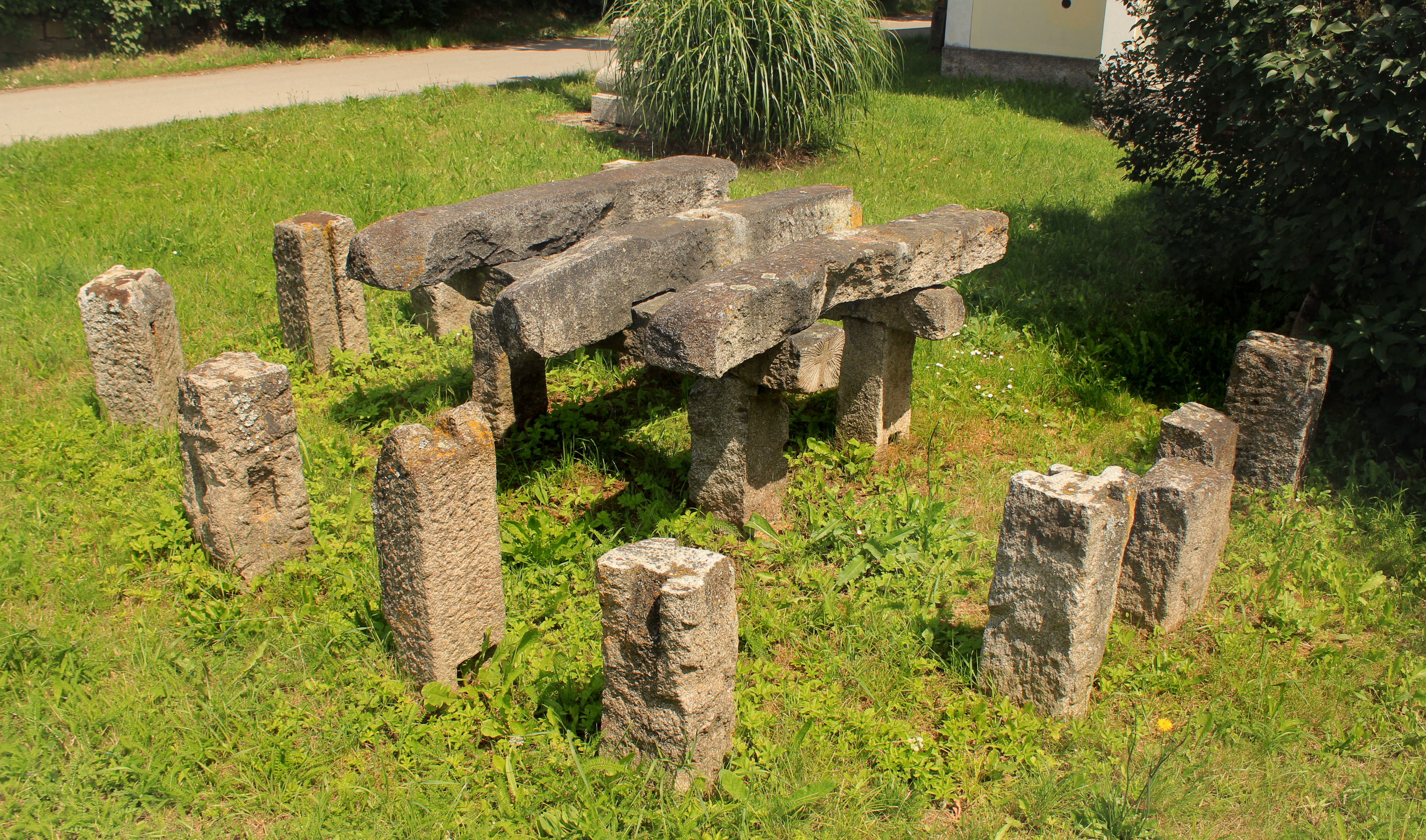
Kamenná kompozice před kaplí
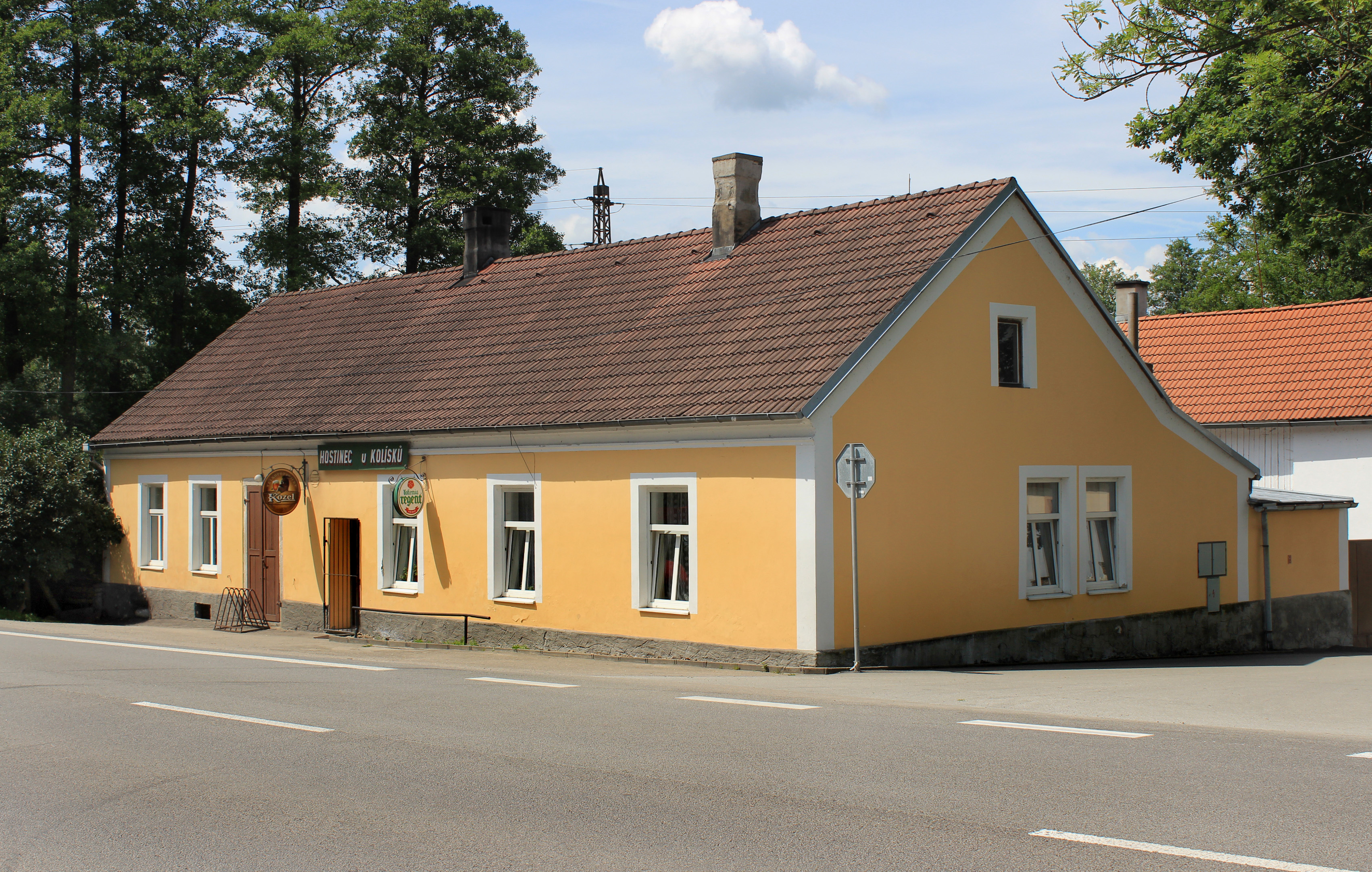
Hospoda u hlavní silnice